# Heterostegane vetula
Heterostegane vetula är en fjärilsart som beskrevs av Louis Beethoven Prout 1916. Heterostegane vetula ingår i släktet Heterostegane och familjen mätare. Inga underarter finns listade i Catalogue of Life.